# Graellada

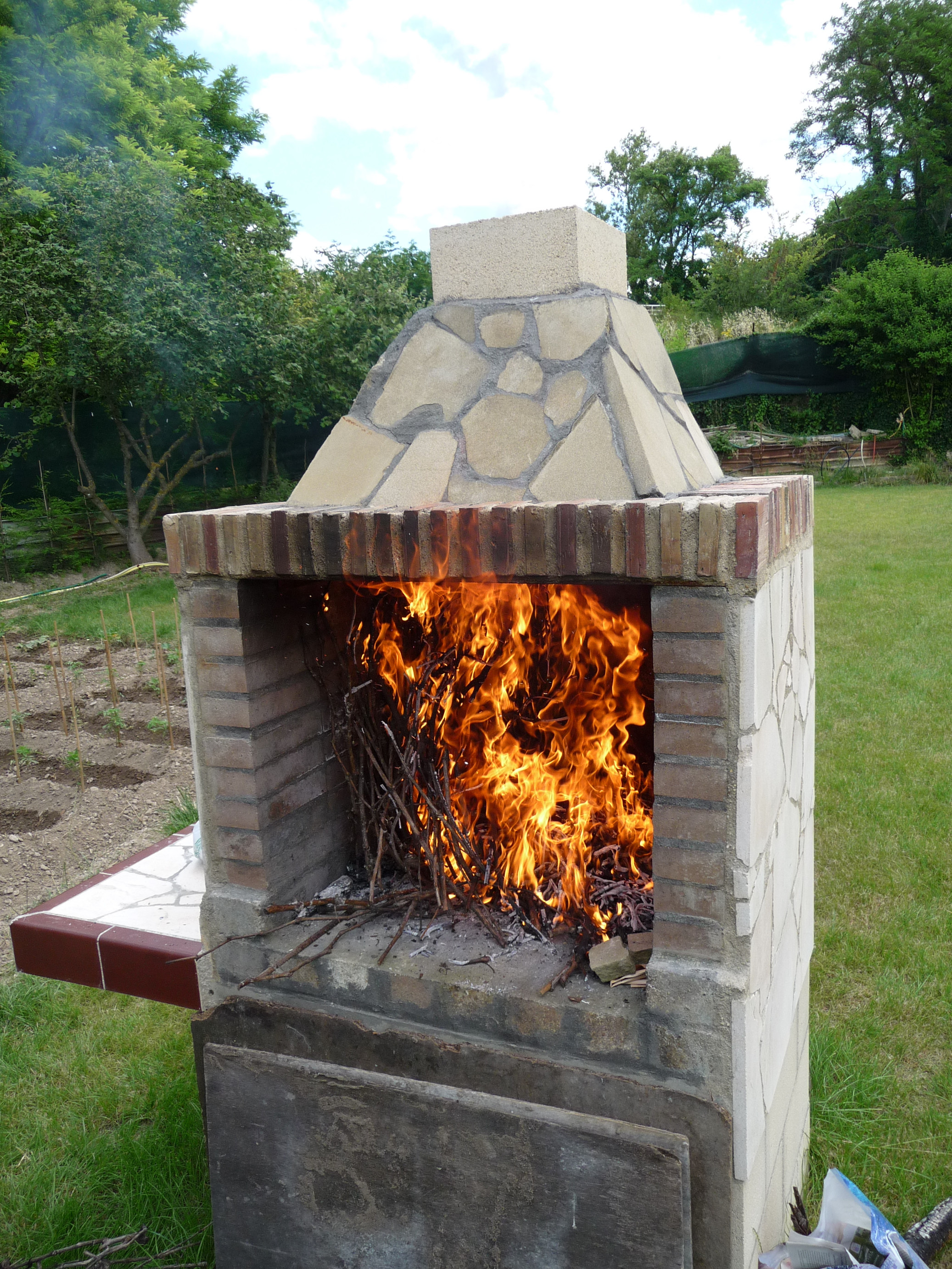
Cremant sarments a llar de foc per rostir.

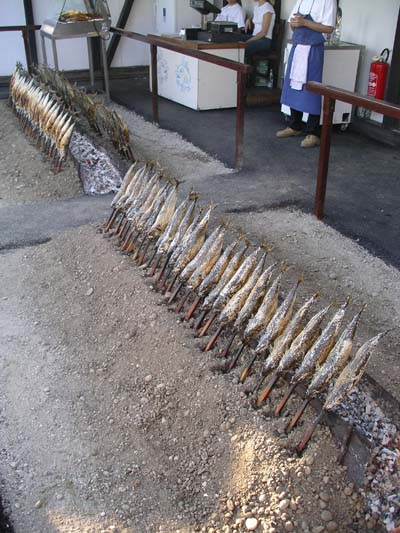
Peixos rostint a la Oktoberfest, Múnic

La graellada, rostit o barbacoa és un mètode per a cuinar aliments, normalment carns de diferents animals, mitjançant la calor radiant o gasos calents d'un foc. Difós en gairebé tot el planeta Terra des del descobriment del foc, abans que sorgís l'espècie humana, a tal punt que Claude Lévi-Strauss va dedicar un llibre sobre això anomenat "El cru i el cuit» en el qual considera la cocció de les carns com un pas important per definir la cultura humana. La cocció serveix per eliminar gran part dels gèrmens patògens (especialment paràsits) que arribin als carns, d'altra banda la cocció, ja sigui en rostit o bullit, i facilita la masticables dels aliments. A més, els termes (graellada, rostit, carn rostida, barbacoa) citats són el nom mateix del menjar, i també se li anomena així a la reunió on es consumeix. En alguns llocs se l'anomena "graellada" a l'acte de cuinar vísceres de vaca en una graella sense l'agregat de carns.

## Tècniques
La graellada és normalment cuinada en un ambient calent, cobert i escalfat per la flama de la incineració de fusta, carbó, gas natural o propà. La graellada en els restaurants pot ser cuinada en una graella de metall dissenyada especialment per a aquest propòsit.

### Fusta
L'opció i la combinació de trossos de fusta cremats pot resultar en diversos sabors impartits a la carn mitjançant diversos tipus de llenya a diverses temperatures. La calor també varia per la quantitat de fusta i de controlar l'índex de la incineració amb una atenció acurada.

### Carbó

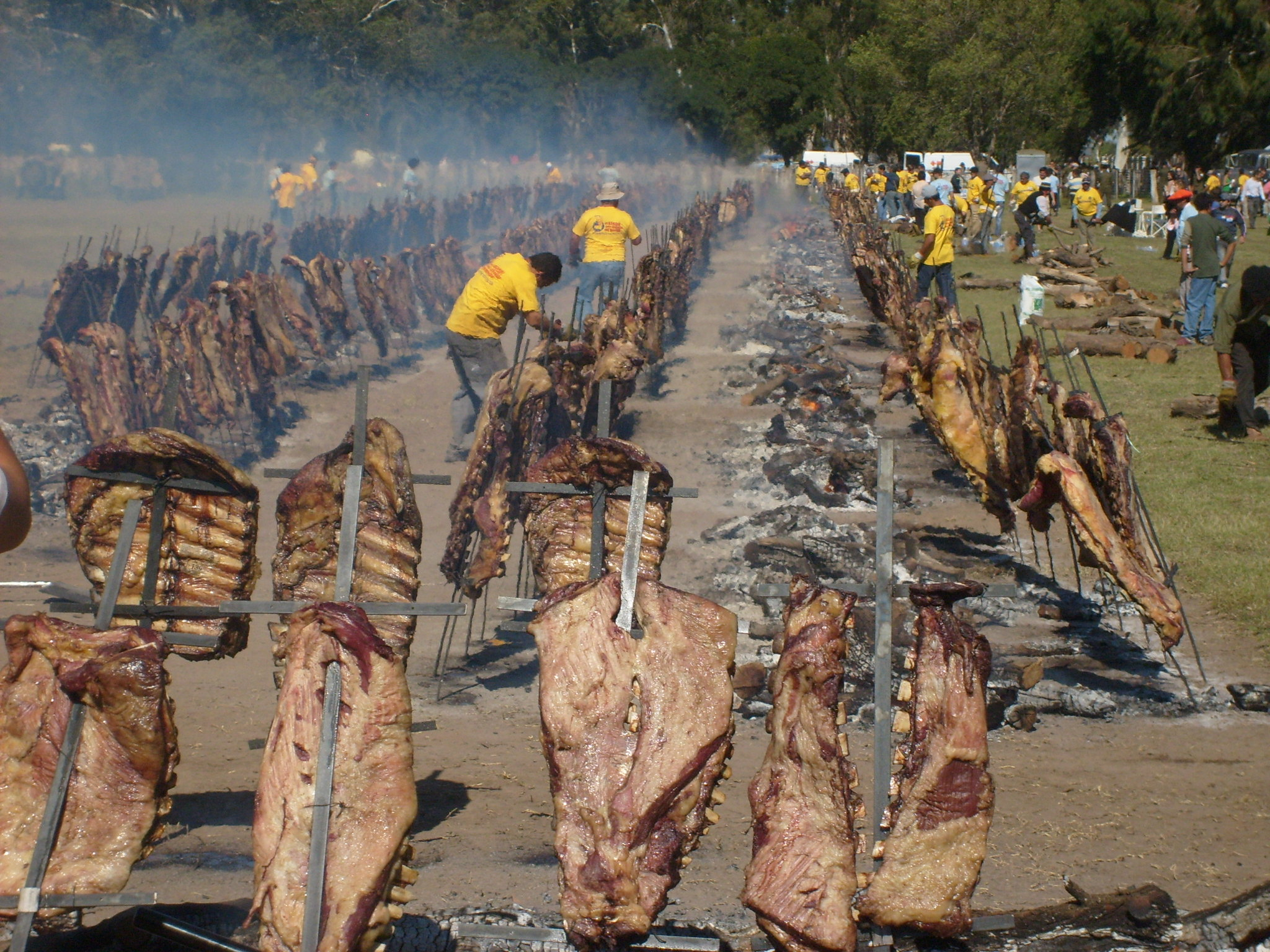
Graellada preparat a la Patagònia, Argentina

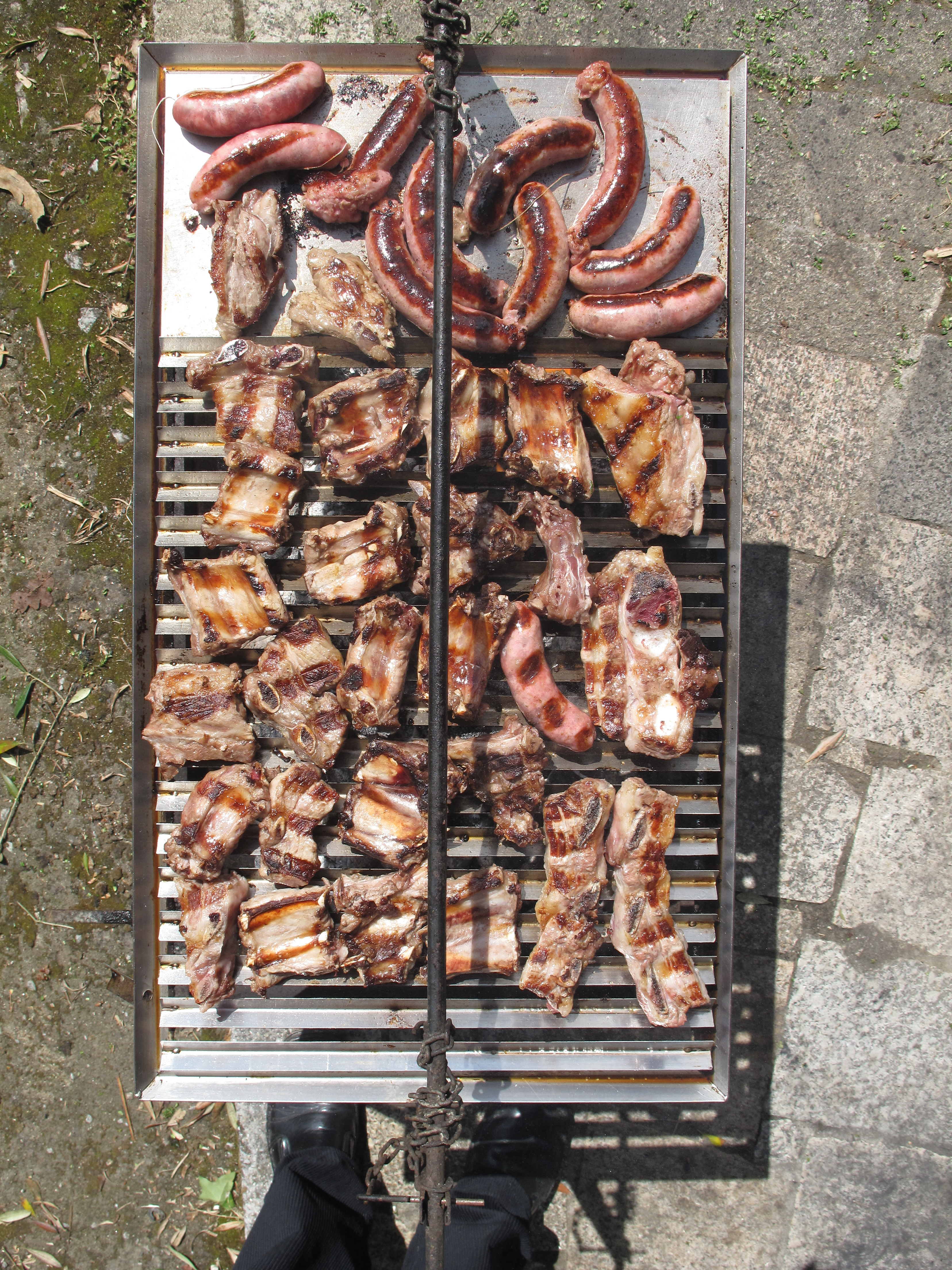
Barbacoa amb carn en exterior.

Feta amb carbó, generalment comença en comprar una bossa comercial de carbó de llenya processat en maons. Un arrencador de carbó tipus xemeneia és un mètode tradicional (però generalment de baix ús) per aconseguir una calor constant dels seus braces. Alternativament, poden ser encesos directament en una piràmide dins del carbó després d'impregnar amb un líquid més lleuger (o fent servir maons de carbó pre-tractats). Una vegada que tots els carbons estiguin incinerats (generalment 15-25 minuts), se separen al voltant del perímetre de la graella, i la carn es col·loca en el centre de la mateixa per a la cocció indirecte. Per a un gust addicional i un aspecte atractiu, els talls de carn més gruixuts poden ser de forma opcional rostits directament sobre la calor directe. Per obtenir un sabor fumat són afegides encenalls de fusta amarades amb aigua (per exemple de fusta de mesquite, nou dura, o arbres fruiters). La temperatura del la graella és controlada per la quantitat i la distribució del carbó dins del contenidor i amb un acurat maneig d'aquest.

### Gas natural i propà
Una graella de gas és fàcil d'encendre. La calor és fàcil de controlar (via la vàlvula de gas tipus perilla que controla el fogó), així que el resultat és molt fiable. En resulta un molt constant i saborós rostit, encara que alguns puristes del carbó de llenya argumenten que no té els sabors disponibles en cuinar només amb carbó de llenya. Els defensors de les graelles de gas demanen que cuinar amb gas els deixa "tastar la carn, no la calor" perquè es diu que les graelles de carbó poden dipositar rastres de quitrà del carbó en els aliments. Moltes graelles s'equipen amb termòmetres, simplificant l'experiència de cocció.
Les graelles de gas són considerablement més costoses per la seva complexitat, i més alt nivell de calor produït. També es consideren molt més netes, ja que no donen lloc a les cendres, les quals han de ser rebutjades, i també en termes de contaminació atmosfèrica. Un manteniment apropiat pot ajudar a reduir encara més la contaminació.